# Каменка (приток Нерли)
Каменка — река во Владимирской области России, правый приток реки Нерли (бассейна Волги). Длина — 47 км, площадь бассейна — 312 км². Питание смешанное, с преобладанием снегового. Замерзает в ноябре — декабре, вскрывается в апреле.  Основной приток — река Уршма (Уртма), впадает в 26 км от устья. Река имела огромное транспортное значение в прежние времена, а ныне считается несудоходной, но с мая и до осени в пределах Суздаля, от Музея деревянного зодчества до Спасо-Евфимиева монастыря, курсирует небольшой прогулочный катер «Колибри» (см. илл. →).
Высота истока — 139 м над уровнем моря. Высота устья — 95 м над уровнем моря.
Название Каменка происходит от перевозки камней на судах для строительства Соборов, первоначальное его финно-угорское название народа «меря» это «suodji» — ручей.

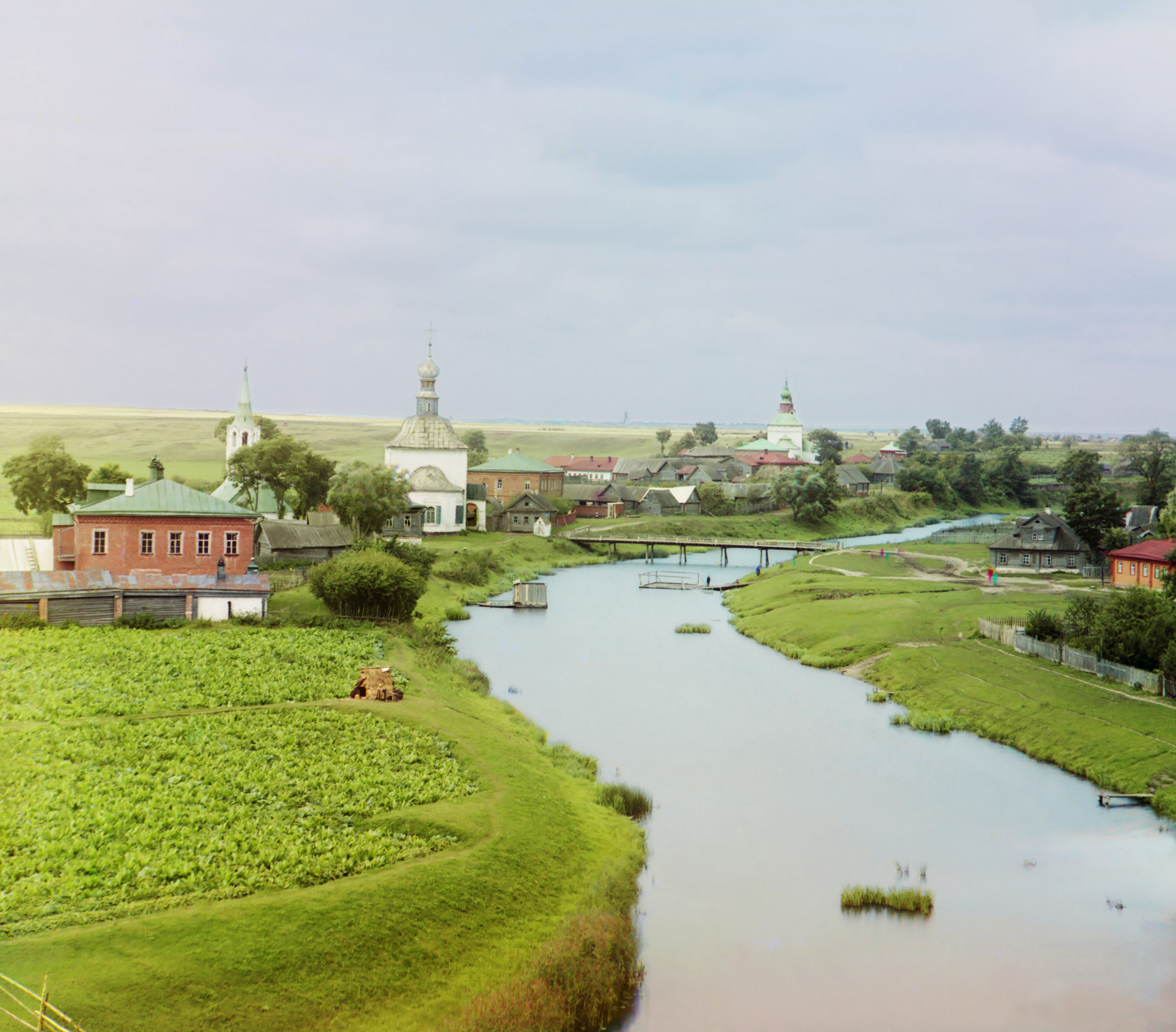
Каменка в 1912 году (фото Прокудина-Горского

Протекает по Суздалю, входящему в Золотое кольцо России. При впадении в Нерль расположено село Кидекша, известное задолго до того, как Юрий Долгорукий в 1152 году построил здесь церковь Бориса и Глеба, одну из наиболее ранних белокаменных построек Северо-Восточной Руси.
Между Каменкой и речкой Мжарой в XI—XIII веках находились славянские языческие курганы, ныне — известный археологический памятник Мжарский могильник или Панки (359 курганов) на юго-восточной окраине Суздаля.